# Caravela
L'île de Caravela est une île de la Guinée-Bissau située dans l'archipel des Bijagos.